# Debrzno-Wieś
Debrzno-Wieś is een plaats in het Poolse district  Złotowski, woiwodschap Groot-Polen. De plaats maakt deel uit van de gemeente Lipka en telt 300 inwoners.

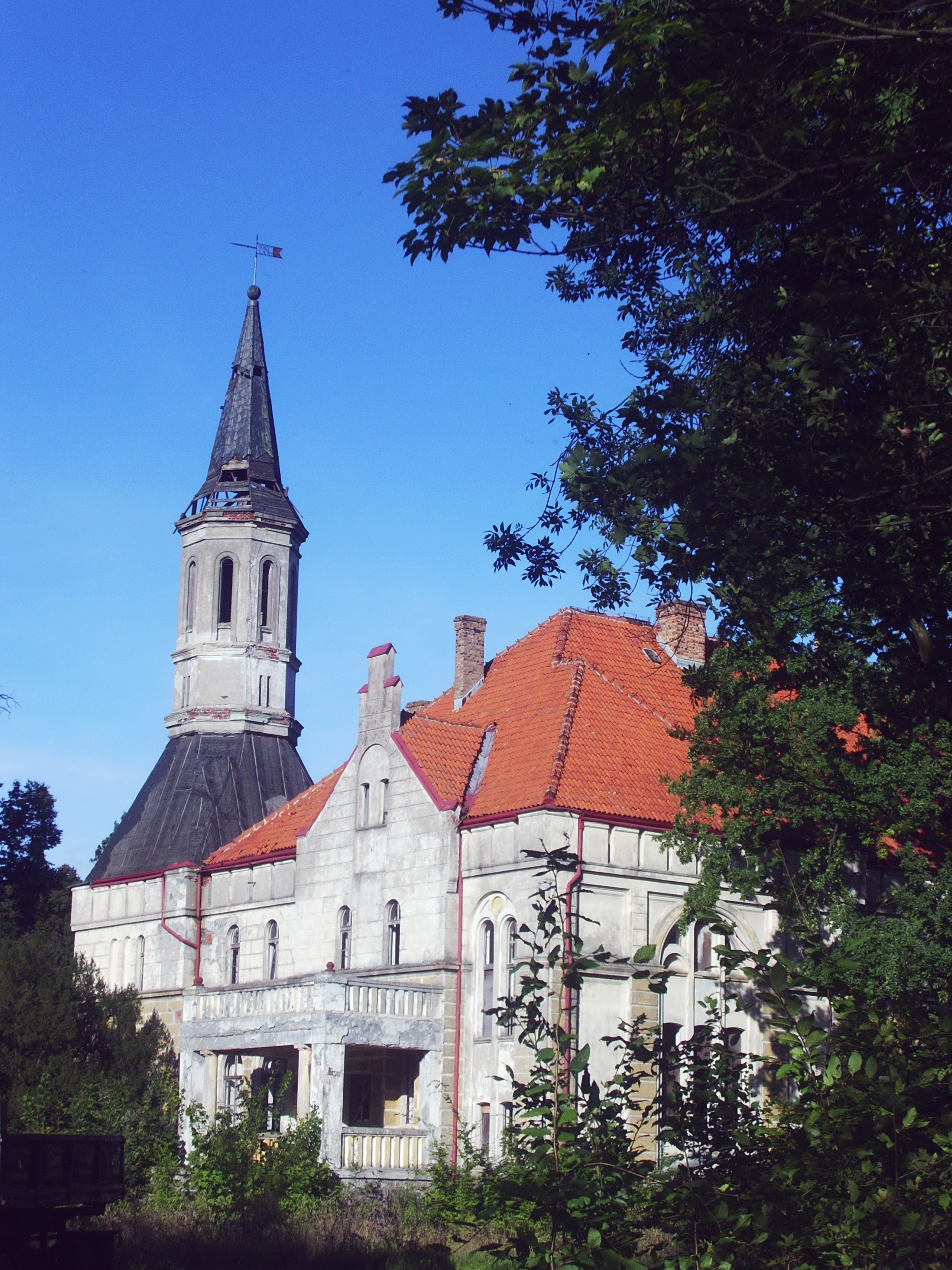
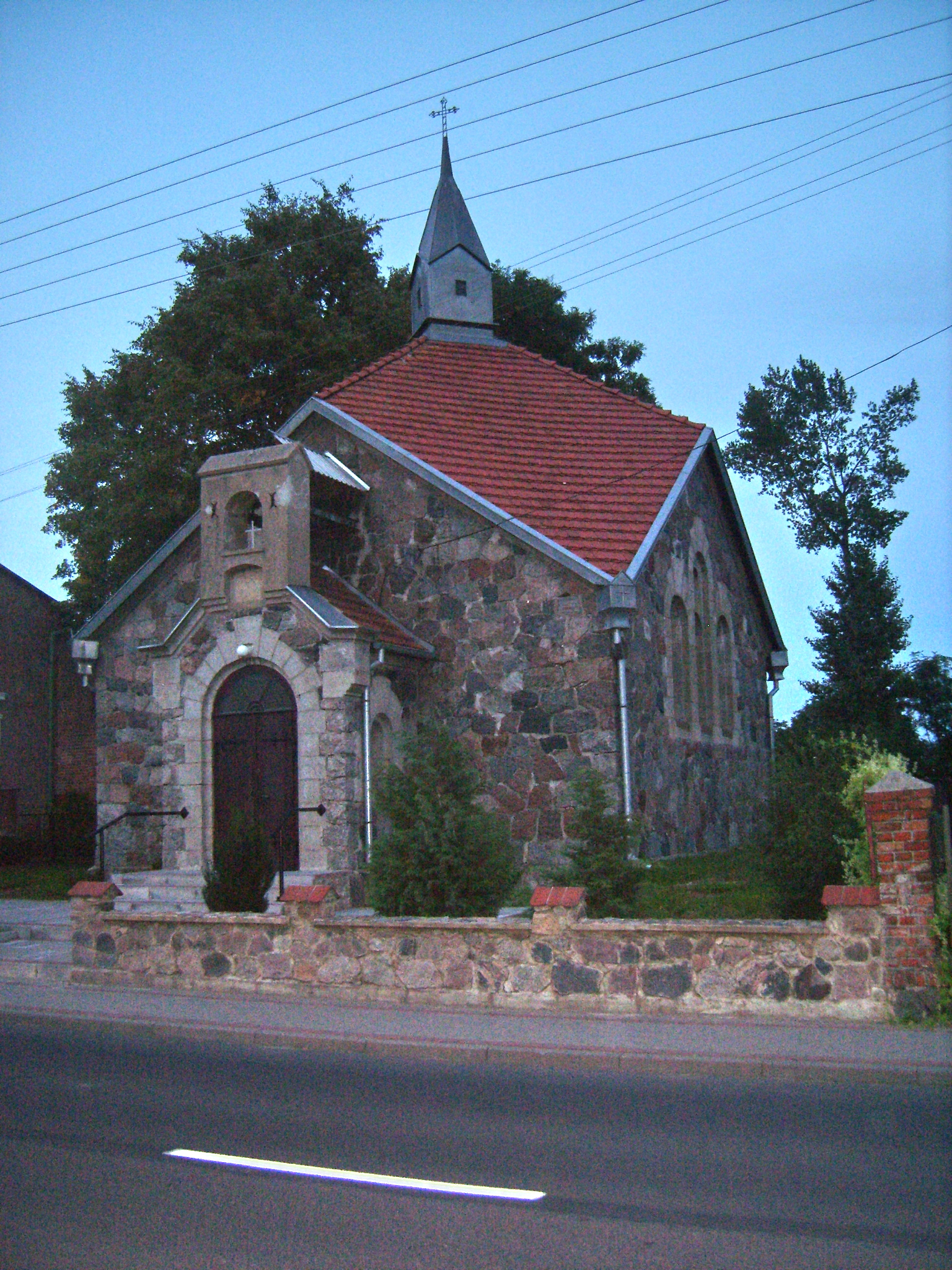